# Diócesis de Gualeguaychú
La diócesis de Gualeguaychú (en latín: Dioecesis Gualeguaychensis) es una circunscripción eclesiástica de la Iglesia católica en Argentina. Se trata de una diócesis latina, sufragánea de la arquidiócesis de Paraná. Desde el 28 de marzo de 2017 su obispo es Héctor Luis Zordán, de los Misioneros de los Sagrados Corazones de Jesús y María.

## Territorio y organización

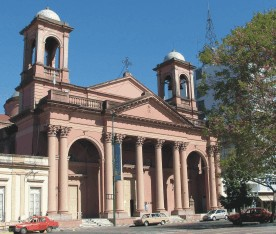
Basílica de la Inmaculada Concepción, Concepción del Uruguay

La diócesis tiene 33 887 km² y extiende su jurisdicción sobre los fieles católicos de rito latino residentes en la parte de la provincia de Entre Ríos que comprende los departamentos de Gualeguaychú, Islas del Ibicuy, Uruguay, Gualeguay, Victoria y Tala.
La sede de la diócesis se encuentra en la ciudad de Gualeguaychú, en donde se halla la Catedral de San José. En Concepción del Uruguay se encuentra la basílica de la Inmaculada Concepción.
En 2021 en la diócesis existían 36 parroquias.

## Historia
La diócesis fue erigida el 11 de febrero de 1957 con la bula Quandoquidem adoranda del papa Pío XII, separando territorio de la arquidiócesis de Paraná.

Dioecesim Gualeguaichensem ea territoria, seu «departamentos», component, quae volgus appellat: Gualeguaychú, Gualeguay, Victoria, Uruguay, et Rosario Tala, quaeque a Paranensi archidioecesi separantur; qua de re septemdecim curiae eidem erunt dioecesi, quarum duae in urbe Gualeguaychú, duae in urbe Concepción del Uruguay, ceterae vero in civitatibus vel pagis exstant, quibus vulgata nomina: Larroque, Urdinarrain, Caseros, Santa Anita, Villa Mantero, Basavilbaso, Gilbert, San Justo, Rosario Tala, Mansilla, Macia, Gualeguay, Victoria. Ad fines igitur quod attinet, nova dioecesis ad septemtriones terminabitur Paranensi archidioecesi, ad orientem solem Uruquariana Republica, ad meridiem fluvio Rio de la Plata, ad occidentem denique dioecesibus Rosariensi et S. Nicolai de los Arroyos. Episcopi sedem in urbe ponimus Gualeguaychú, cathedram vero in templo, inibi exstante, S. Ioseph B. M. V. Sponso dicato, quod ad decorem perducimus cathedralium aedium. Dioecesim praeterea suffraganeam subdimus metropoli Paranensi, sacrorumque Antistitem, eiusque successores, eidem Metropolitae obnoxios volumus.
Bula de erección

Su primer obispo fue Jorge Ramón Chalup.
El 30 de noviembre de 1957, con la carta apostólica Quae recens del papa Pío XII fue proclamada María Virgen del Santísimo Rosario y san José como patronos principales de la diócesis.

## Estadísticas
Según el Anuario Pontificio 2022 la diócesis tenía a fines de 2021 un total de 277 375 fieles bautizados.
| Año                                                                             | Población | Población | Población      | Sacerdotes | Sacerdotes | Sacerdotes | Católicos por sacerdote | Diáconos permanentes | Religiosos | Religiosos | Parroquias y cuasiparroquias |
| Año                                                                             | Católicos | Total     | % de católicos | Total      | Diocesanos | Regulares  | Católicos por sacerdote | Diáconos permanentes | Masculinos | Femeninos  | Parroquias y cuasiparroquias |
| ------------------------------------------------------------------------------- | --------- | --------- | -------------- | ---------- | ---------- | ---------- | ----------------------- | -------------------- | ---------- | ---------- | ---------------------------- |
| 1965                                                                            | 300 000   | 325 000   | 92.3           | 87         | 42         | 45         | 3448                    |                      | 69         | 136        | 27                           |
| 1970                                                                            | 231 500   | 257 085   | 90.0           | 88         | 41         | 47         | 2630                    |                      | 57         | 129        | 26                           |
| 1976                                                                            | 225 000   | 250 000   | 90.0           | 70         | 36         | 34         | 3214                    |                      | 50         | 107        | 29                           |
| 1980                                                                            | 230 800   | 256 000   | 90.2           | 73         | 39         | 34         | 3161                    |                      | 46         | 66         | 29                           |
| 1990                                                                            | 257 168   | 285 742   | 90.0           | 82         | 53         | 29         | 3136                    |                      | 42         | 55         | 33                           |
| 1999                                                                            | 275 000   | 302 654   | 90.9           | 79         | 60         | 19         | 3481                    |                      | 32         | 85         | 32                           |
| 2000                                                                            | 280 000   | 310 725   | 90.1           | 75         | 54         | 21         | 3733                    |                      | 40         | 89         | 33                           |
| 2001                                                                            | 283 000   | 314 237   | 90.1           | 76         | 54         | 22         | 3723                    |                      | 36         | 88         | 33                           |
| 2002                                                                            | 282 000   | 313 462   | 90.0           | 71         | 55         | 16         | 3971                    |                      | 26         | 84         | 34                           |
| 2003                                                                            | 285 000   | 316 713   | 90.0           | 68         | 52         | 16         | 4191                    |                      | 29         | 78         | 34                           |
| 2004                                                                            | 288 000   | 320 450   | 89.9           | 69         | 51         | 18         | 4173                    |                      | 31         | 82         | 34                           |
| 2006                                                                            | 294 000   | 326 500   | 90.0           | 67         | 50         | 17         | 4388                    |                      | 31         | 77         | 34                           |
| 2013                                                                            | 328 800   | 348 800   | 94.3           | 63         | 47         | 16         | 5219                    |                      | 23         | 57         | 35                           |
| 2016                                                                            | 316 520   | 351 690   | 90.0           | 59         | 46         | 13         | 5364                    | 5                    | 23         | 52         | 36                           |
| 2019                                                                            | 321 100   | 356 990   | 89.9           | 57         | 46         | 11         | 5633                    | 8                    | 18         | 46         | 36                           |
| 2021                                                                            | 277 375   | 368 000   | 75.4           | 48         | 41         | 7          | 5778                    | 10                   | 13         | 36         | 36                           |
| Fuente: Catholic-Hierarchy, que a su vez toma los datos del Anuario Pontificio. |           |           |                |            |            |            |                         |                      |            |            |                              |

## Episcopologio
- Jorge Ramón Chalup † (13 de marzo de 1957-11 de julio de 1966 falleció)
- Pedro Boxler † (25 de abril de 1967-5 de diciembre de 1996 retirado)
- Luis Guillermo Eichhorn (5 de diciembre de 1996-30 de noviembre de 2004 nombrado obispo de Morón)
- Jorge Eduardo Lozano (22 de diciembre de 2005-31 de agosto de 2016 nombrado arzobispo coadjutor de San Juan de Cuyo)[7][8]
- Héctor Luis Zordán, M.SS.CC., desde el 28 de marzo de 2017[9]

## Galería de imágenes

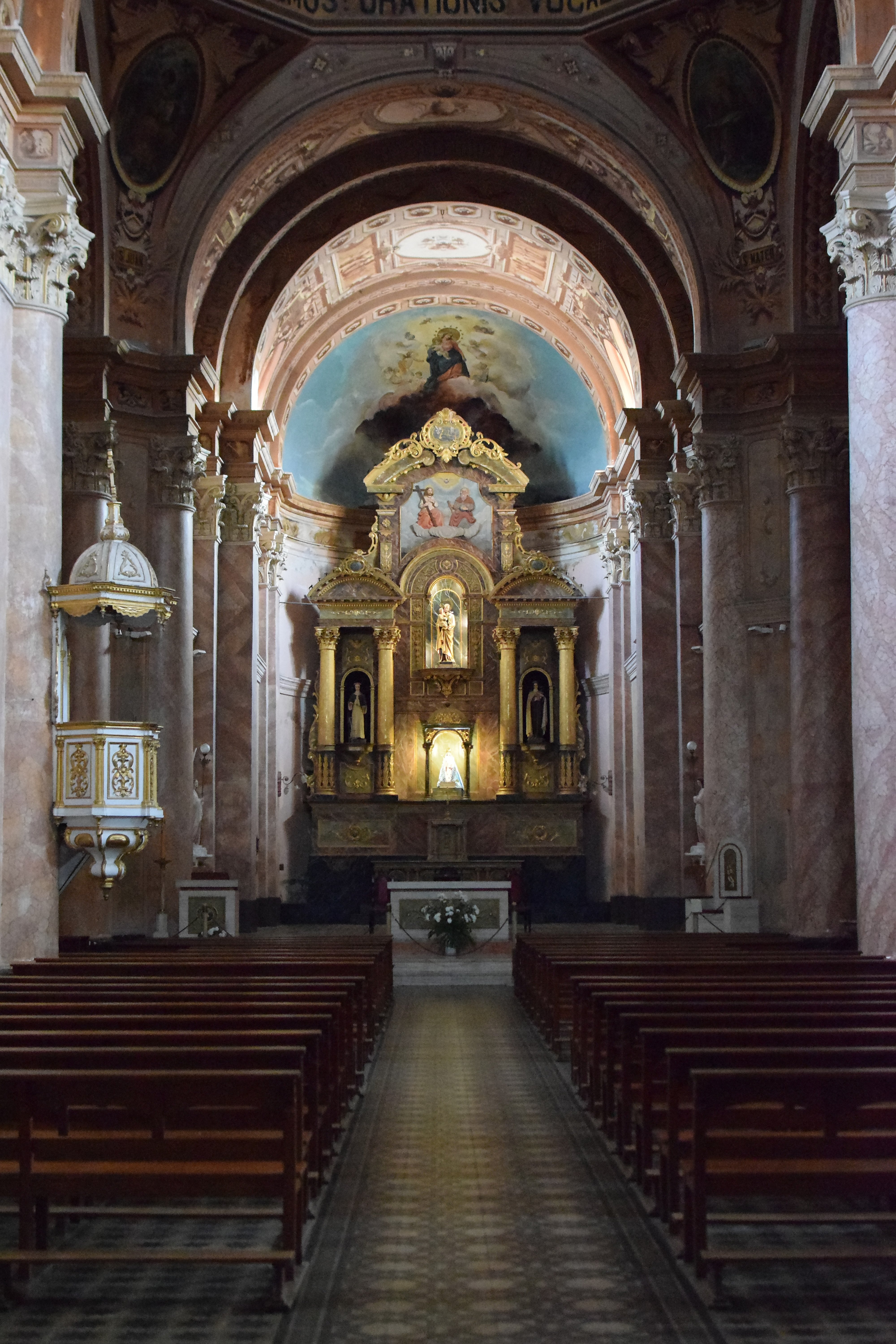
Interior de la catedral de Gualeguaychú
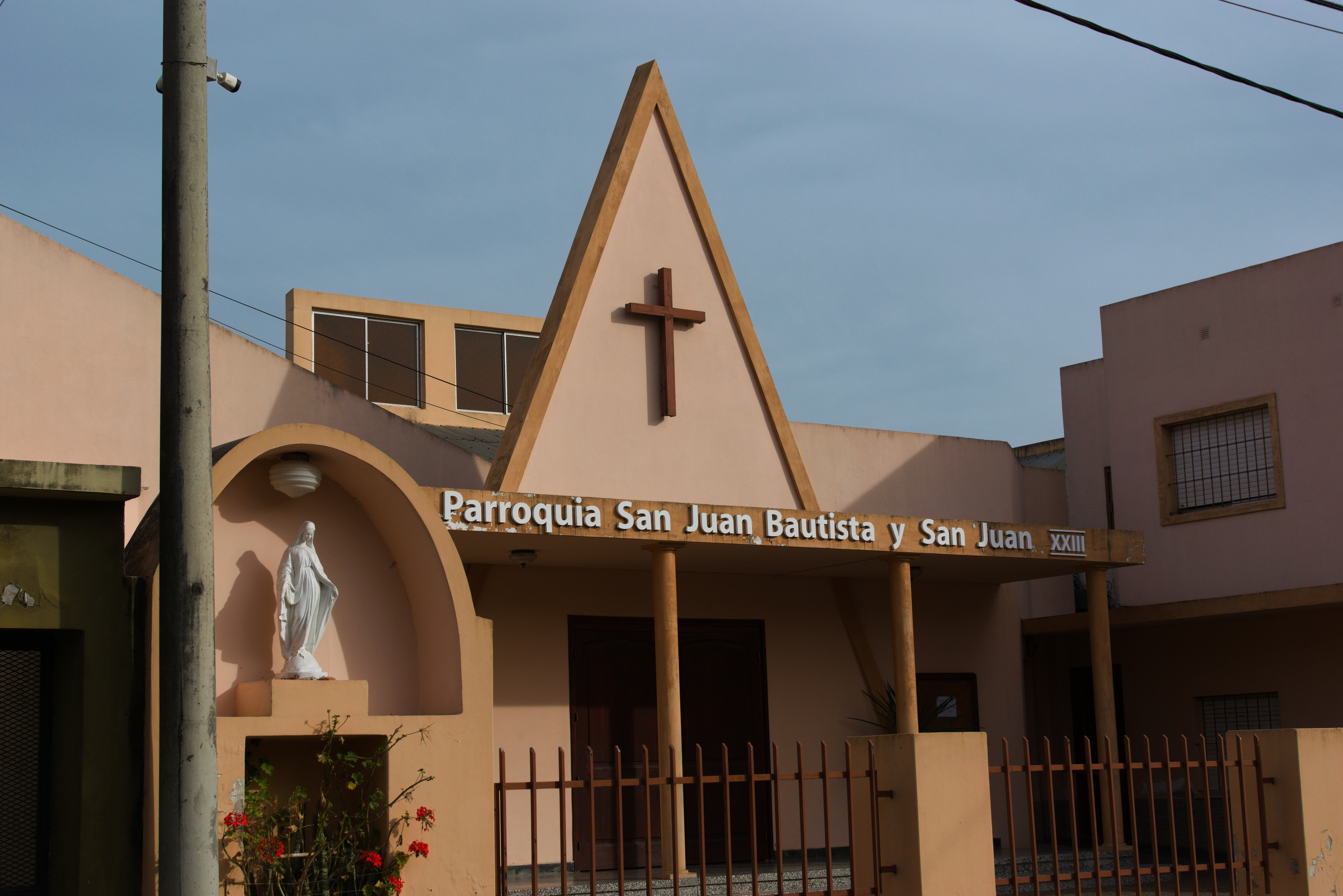
Parroquia de San Juan Bautista y San Juan XXIII en Gualeguaychú
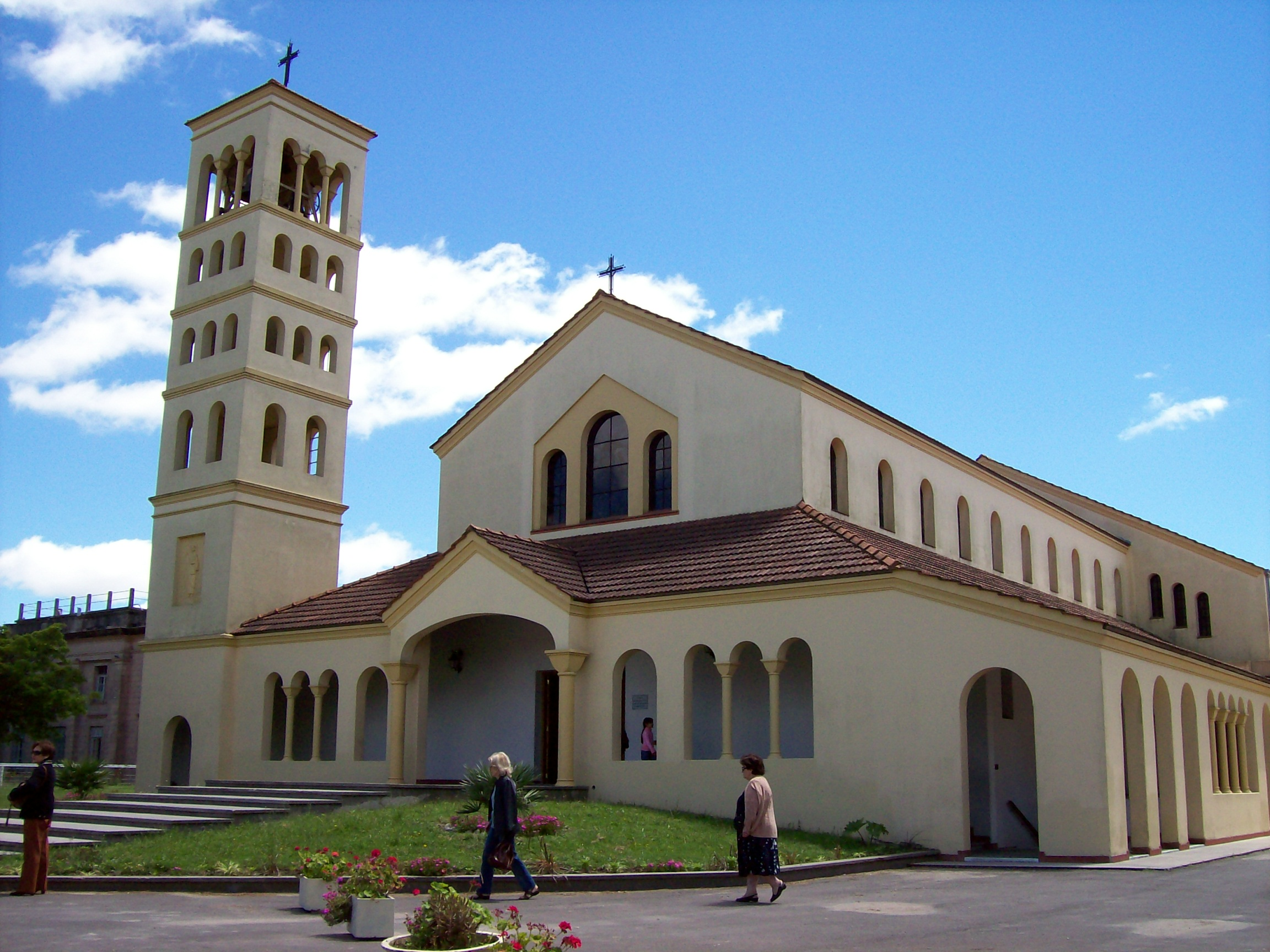
Abadía Benedictina del Niño Dios en Victoria
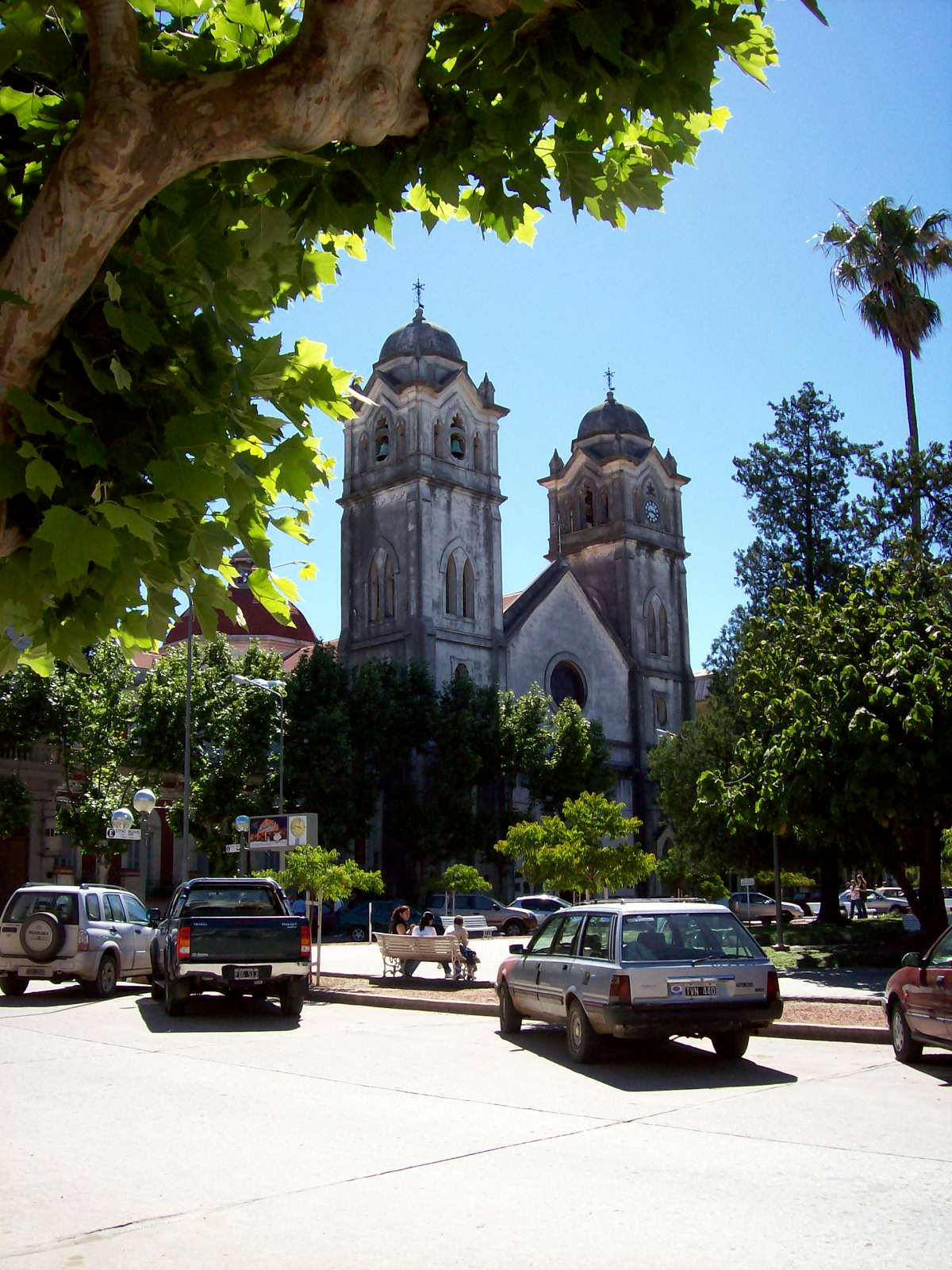
Iglesia principal de Victoria
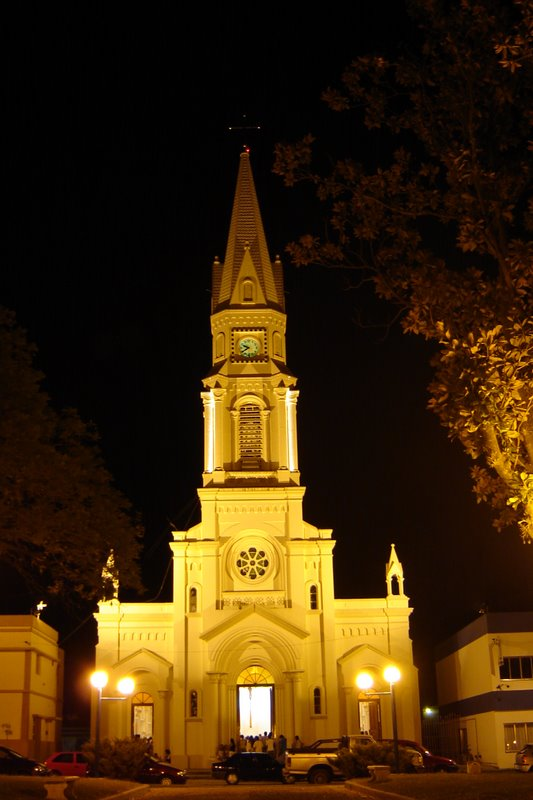
Iglesia del Sagrado Corazón de Urdinarrain
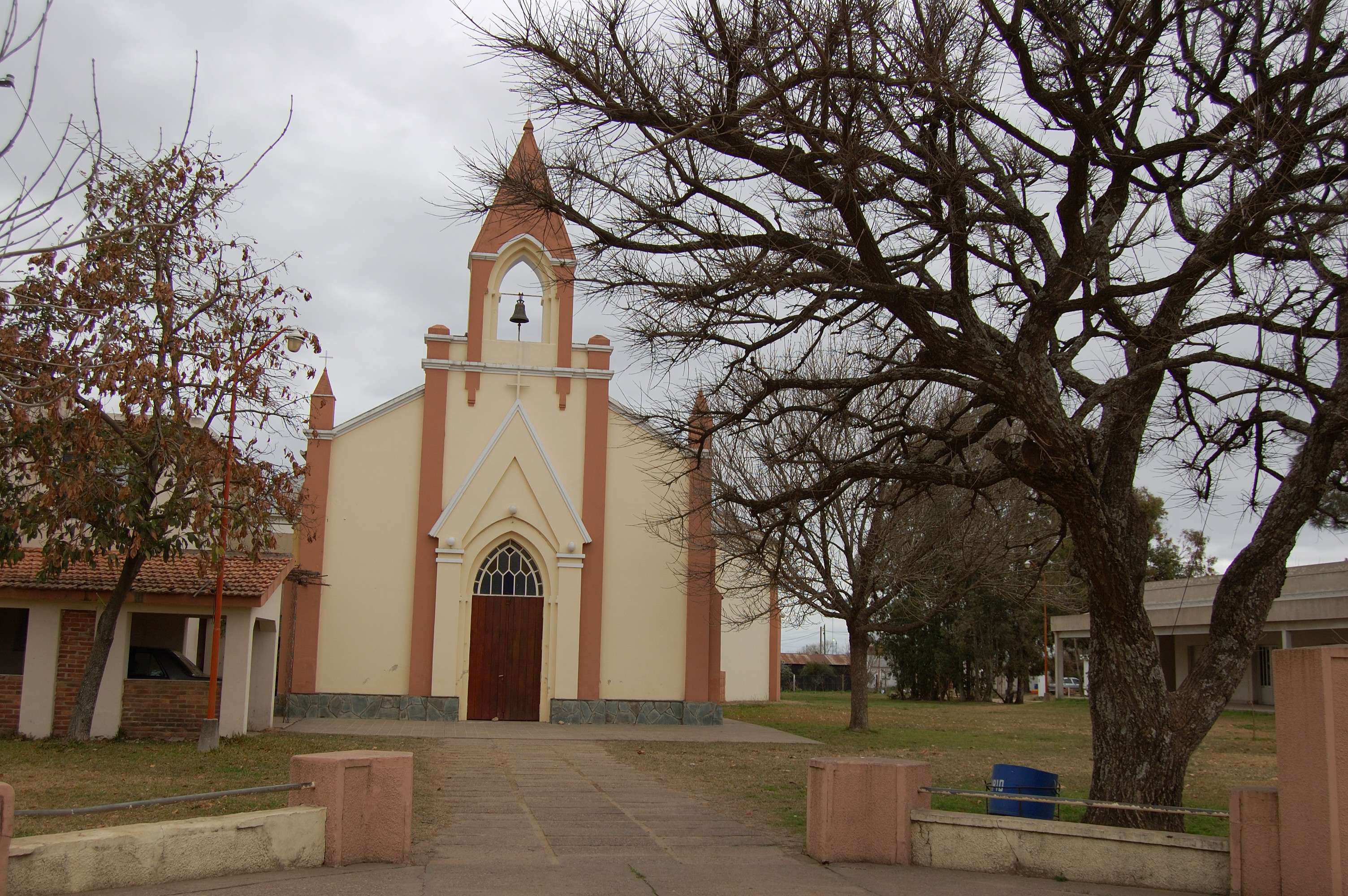
Iglesia de Primero de Mayo
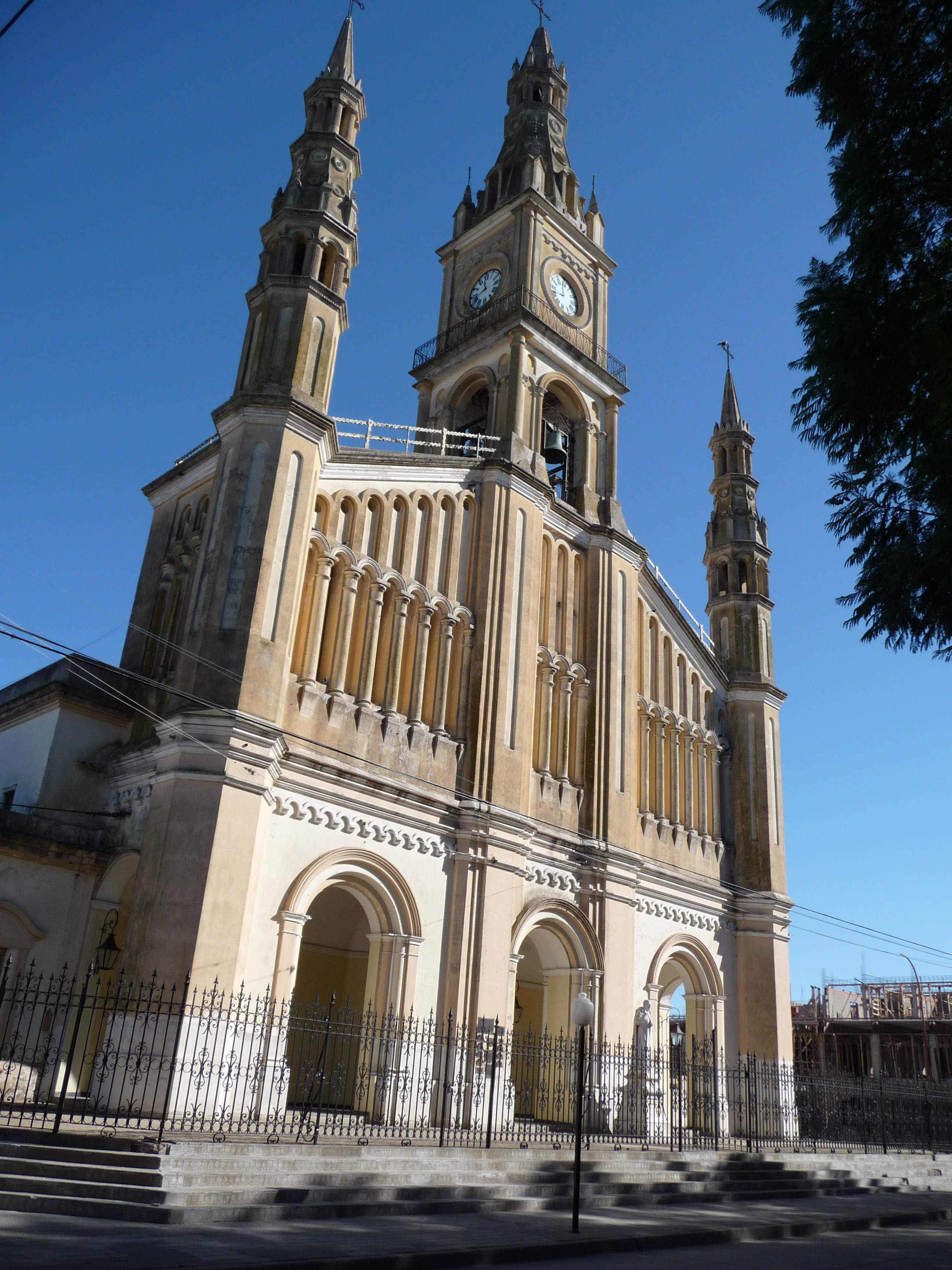
Iglesia de San Antonio en Gualeguay